# Grupo Opinião

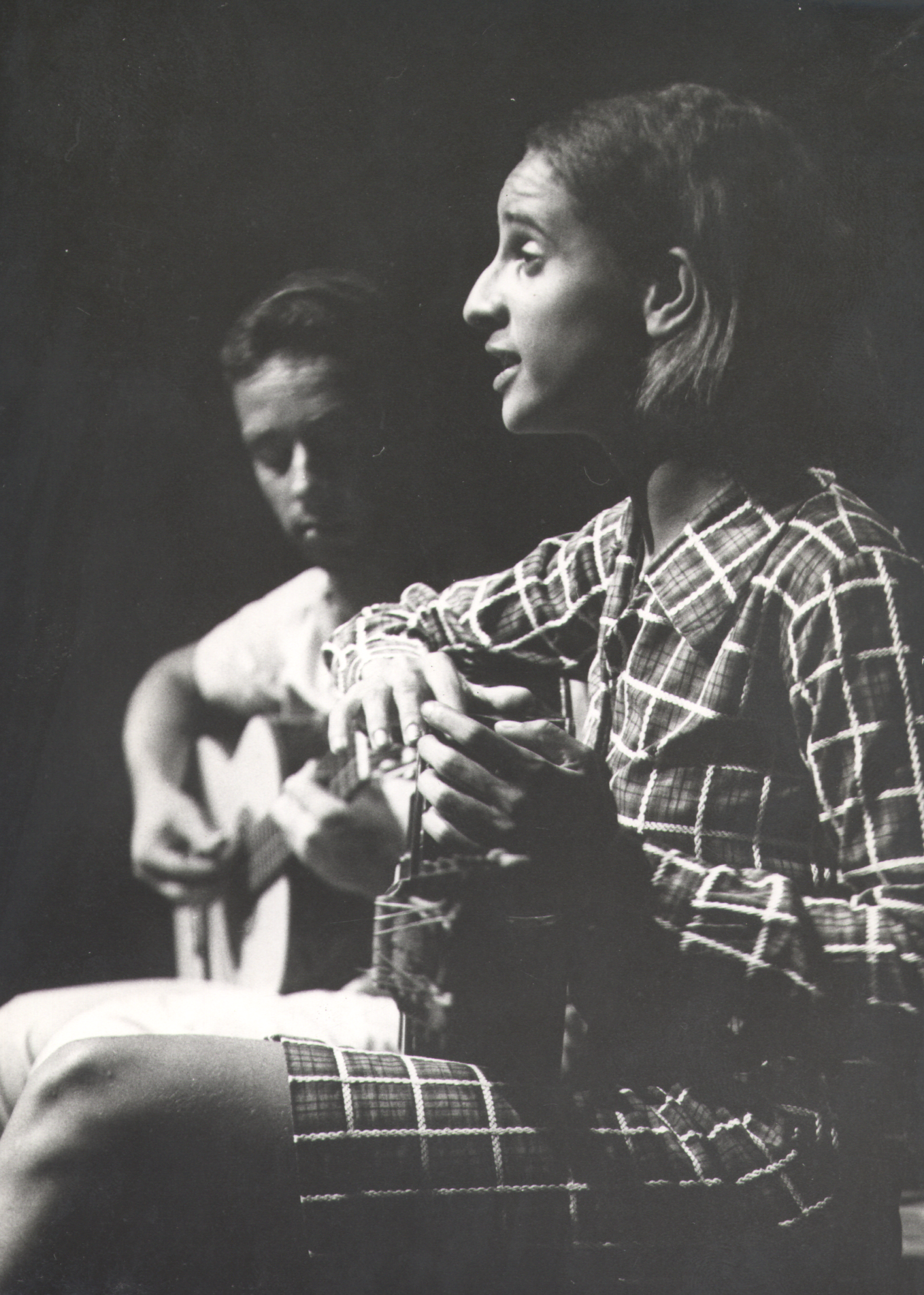
Maria Bethania na Peça Opinião

Grupo Opinião (1964-1982 - Rio de Janeiro)
Grupo carioca que centraliza, nos anos 1960, o teatro de protesto e de resistência, núcleo de estudos e difusão da dramaturgia nacional e popular. Imediatamente após o golpe militar de 1964, um grupo de artistas ligados ao Centro Popular de Cultura da UNE - CPC (posto na ilegalidade) reúne-se com o intuito de criar um foco de resistência à situação.

### Primeiros Espetáculos
É então produzido o show musical Opinião, com Zé Kéti, João do Vale e Nara Leão (depois substituída por Maria Bethânia), cabendo a direção a Augusto Boal, do Teatro de Arena paulistano. A iniciativa conhece o sucesso instantâneo, que contagia diversos outros setores artísticos (uma exposição de artes plásticas no Museu de Arte Moderna do Rio de Janeiro - MAM/RJ, denominada Opinião 65, surge em decorrência), e aglutina artistas dispersos ligados aos movimentos de arte popular. O show se apresenta no Rio de Janeiro, estreando em 11 de dezembro de 1964, e marca o nascimento do grupo, que virá a se chamar Opinião.
No ano seguinte, aproveitando o impulso do show anterior Millôr Fernandes e Flávio Rangel criam Liberdade, Liberdade, roteiro com cenas de peças, poemas e canções. Destacam-se no elenco Paulo Autran, Tereza Raquel, Oduvaldo Vianna Filho e Nara Leão. A montagem torna-se também um grande sucesso.
Oficialmente estruturado como empresa em 1966 por Ferreira Gullar, Oduvaldo Vianna Filho, Teresa Aragão, Paulo Pontes, Pichin Plá, João das Neves, Armando Costa e Denoy de Oliveira, o Opinião lança Se Correr o Bicho Pega, Se Ficar o Bicho Come, de Ferreira Gullar e Oduvaldo Vianna Filho. Espetáculo farsesco e irreverente, baseado na tradicional cultura nordestina, tem direção de Gianni Ratto e conta no elenco, entre outros, com Agildo Ribeiro, Odete Lara, Oswaldo Loureiro, Jofre Soares e Marieta Severo. Enfoca a luta de classes enfatizando a fraqueza ética de todas elas.
Desde sua fundação, o Opinião privilegia a arte popular e abre espaço para shows com compositores das escolas de samba cariocas, influindo não apenas na a mudança de gosto do público como, facilitando a disseminação da cultura periférica nos grandes centros de divulgação cultural. Assembléias, reuniões e demais manifestações de protesto da categoria teatral faziam do Opinião seu epicentro, nos primeiros anos após o golpe militar.
A montagem seguinte, A Saída? Onde Fica a Saída?, uma adaptação de Frederick Cock, em 1967, trata da guerra do Vietnã. O diretor João das Neves emprega o esquema Sistema Coringa, criado pelo Teatro de Arena, para colocar em cena as perplexidades e expectativas criadas frente ao conflito no Extremo Oriente. Célia Helena e Oduvaldo Vianna Filho destacam-se no elenco.
Entre 1966 e 1967, o grupo dedica-se a um seminário interno de dramaturgia, na tentativa de encontrar novos modelos dramatúrgicos para flagrar a nova realidade instaurada pelo regime militar. Nele, são discutidas obras como Moço em Estado de Sítio, de Oduvaldo Vianna Filho, Dr. Getúlio, Sua Vida e Sua Glória, de Ferreira Gullar e Dias Gomes e O Último Carro, de João das Neves, montadas posteriormente em contextos diversos.
Em 1967, ocorrem desentendimentos internos e Vianinha e Paulo Pontes desligam-se do grupo, para fundar o Teatro do Autor; aos poucos outros integrantes vão igualmente se afastando.
Os quatro anos de fundação são comemorados, em 1968, com uma discreta montagem de Antígone, de Sófocles, por iniciativa de João das Neves.
Com o esfacelamento do coletivo de artistas, em 1969, resta a sala de espetáculos, que passa a ser alugada para produções independentes e shows musicais. 

### Espetáculos dos anos 1970 e final do Grupo Opinião
Em 1970, ocorre um Concurso de Dramaturgia, vencido por Aldomar Conrado com O Sol sob o Pântano, montada no ano seguinte. Leituras dramáticas e novos shows musicais, com destaque para Milton Nascimento e MPB-4, ocupam a sala, para arrecadar fundos e mantê-la em funcionamento. Se Eu Tivesse Meu Mundo, um show-espetáculo de Sérgio Ricardo, é montado por João das Neves, em 1973.
Essa precária sobrevivência mantém-se até 1976, quando novamente João das Neves, com uma surpreendente cenografia de Germano Blum e trilha sonora de Rufo Herrera, monta seu texto O Último Carro.
Após grande sucesso no Rio de Janeiro, a montagem é levada para a 14ª Bienal Internacional de São Paulo, onde repete o êxito carioca e recebe o Grande Prêmio da Bienal, em 1977. Para a encenação são construídas réplicas de quatro vagões de trens, colocadas uma em cada parede, a platéia é acomodada no espaço vazio formado no centro. É possível assim acompanhar a ação, muitas vezes simultânea nos quatro vagões, que reúne uma grande quantidade de personagens pobres, anônimos, sofridos, embarcados na composição que perde o maquinista e ruma, sem esperança, para algum incógnito destino.
João das Neves viaja para a Alemanha, onde desenvolve projetos ligados a peças radiofônicas e novos formatos dramatúrgicos. Já no Brasil, após uma ampla pesquisa junto a populações carentes reúne o material e dá-lhe forma cênica, em Mural Mulher, em 1979. As atividades tornam-se, nos anos seguintes, cada vez mais esporádicas. O diretor, último remanescente dos fundadores do Opinião, desfaz-se do teatro em 1983.
Em seus melhores momentos, o Opinião não apenas centraliza a generalizada indignação da classe artística contra a Censura e a ditadura mas também luta, com os meios disponíveis, para implantar uma nova consciência cênica brasileira,  apoiando a dramaturgia que enfoca as classes populares e suas condições de existência.